# Тернянка
Тернянка (словац. Ternianka) — річка в Словаччині у регіоні Шариш, права притока Секчова, протікає в окрузі Пряшів.
Довжина — 17..2-17.8 км. Витік знаходиться в масиві Чергівські гори — на висоті приблизно 890 метрів (біля перевалу Чергов). Протікає територією сіл Терня і Заградне
Впадає у Секчов на висоті приблизно 270 метрів.
Притоки
- праві
  - Потоцький потік[2]
  - безіменні
- ліві
  - безіменний
  - Мошурованка